# 하야미 마사루
하야미 마사루(일본어: 速水 優, 1925년 3월 24일~2009년 5월 16일)는 일본의 은행가다.

## 생애
1925년 3월에 효고현 고베시에서 태어났다. 7남매 중 다섯째. 도쿄부립 제육중학교(현 도쿄도립 신주쿠 고등학교)를 졸업한 뒤 1942년에 도쿄 상과대학(현 히토쓰바시 대학)에 입학했다. 1947년 9월 대학을 졸업한 뒤 같은 해에 일본은행에 입행했다.
1958년 11월에 런던에서 근무하다가 1962년 7월 일은으로 복귀했으며 1964년 1월 뉴욕 발령을 받았다가 1966년 3월 일은으로 다시 돌아왔다. 외환국 업무과장으로 복귀한 후 6월에 외환과장, 9월에 총무과장을 지낸 뒤 1967년 11월부터 오이타지점장으로 발령받았다. 1970년 4월 본점으로 돌아와 외환국 차장을 지냈으며 1971년 1월 다시 런던에서 일하다가 1975년 4월 외환국장, 1976년 12월 나고야지점장을 거쳐 1978년 2월 이사가 되었다.
1981년 5월 일은을 퇴사한 뒤 6월에 장인이 창업에 관여했던 닛쇼이와이(현 소지쓰주식회사)의 전무이사가 되었다. 닛쇼이와이는 더글러스-그러먼 사건으로 대변되는 부패 사건으로 이미지가 좋지 않았기에 청렴한 이미지가 있던 하야미를 영입하여 이를 불식하고자 했던 것으로 보인다. 1984년 6월에는 사장, 1987년 6월에는 회장을 지냈다.  국제 기독교 대학 이사, 도쿄 여자대학 이사장 등도 지냈으며 1993년부터 1995년까지 운수성 항공심의회 위원장, 1996년부터 1998년까지 경제기획청 참여 등을 역임했다.
1998년 3월에 일본은행 총재로 취임했다. 당시 일본은 잃어버린 10년으로 대표되는 최악의 경제 위기를 경험하고 있었기에 오랫동안 일은 외환국에서 근무했던 하야미에게 그 대처를 기대했던 것이었다. 한편 대장성과 일은의 접대 부패 사건이 발각되면서 경건한 기독교도인 하야미의 고결한 이미지도 그의 발탁에 중요한 요소가 되었다. 하지만 하야미는 당시 일은을 퇴사한 지 17년 만에 복귀한 것이었기에 주위를 놀라게 했다. 일은 총재로 취임한 하야미는 가지고 있던 닛쇼이와이의 주식을 모두 재단에 기부했다.
취임 직후인 4월 1일부터 개정 「일본은행법」이 시행되어 일은의 독립성이 강화되면서 하야미는 재임중에 인사나 정책에 있어 자주성을 가지고 일은을 운영할 수 있었다. 오부치 내각이 금융 위기에 대처하고자 사상 최대 규모의 재정 지출을 추진하자 이에 발맞춰 1999년 2월에 세계 최초로 제로 금리 정책을 시행했다. 이후 소비자 물가지수가 조금씩 회복 조짐을 보이자 2000년 8월에 제로 금리 정책을 폐기했다. 대장상 미야자와 기이치와 경제기획청 장관 사카이야 다이치가 이를 반대하며 개정 「일본은행법」에 규정된 의결 연기 청구권을 처음 행사했으나 하야미는 이를 강행 돌파하여 일은의 독립성을 대중에게 강하게 인식시켰다. 하지만 2001년에 닷컴버블이 붕괴하자 불과 반년 만에 제로 금리로 회귀했다. 같은 해 3월부터 양적 완화를 시행했으며 2002년 11월부터는 은행 보유 주식의 직접 구매를 시작했다.
개신교도였던 하야미는 일은 총재 시절에 총재 사무실의 구석에 작은 방을 만들어서 성경 구절이 적힌 족자를 걸어두었다. 일은 총재에서 퇴직한 뒤에는 학교법인 세이가쿠인 명예 이사장, 세이가쿠인 대학 교수 등을 역임했다.
2009년 5월에 도쿄도 미타카시의 교린 대학 의학부 부속 병원에서 호흡부전으로 사망했다. 향년 84세.